# Смешанная парная сборная Республики Корея по кёрлингу
Смешанная парная сборная Республики Корея по кёрлингу — смешанная национальная сборная команда (составленная из одного мужчины и одной женщины), представляет Республику Корея на международных соревнованиях по кёрлингу. Управляющей организацией выступает Ассоциация кёрлинга Республики Кореи (кор. 한국의 컬링 협회 공화국, англ. Curling Association Republic of Korea).

## Результаты выступлений

### Олимпийские игры
| Год  | Место          | Игры           | Победы         | Поражения      | Состав (женщина, мужчина, тренер)            |
| ---- | -------------- | -------------- | -------------- | -------------- | -------------------------------------------- |
| 2018 | 5              | 7              | 2              | 5              | Чан Хе Джи, Ли Ки Джон, Джим Коттер (тренер) |
| 2022 | не участвовали | не участвовали | не участвовали | не участвовали | не участвовали                               |

### Чемпионаты мира
| Год  | Место          | Игры           | Победы         | Поражения      | Состав (женщина, мужчина, тренер)                            |
| ---- | -------------- | -------------- | -------------- | -------------- | ------------------------------------------------------------ |
| 2008 | не участвовали | не участвовали | не участвовали | не участвовали | не участвовали                                               |
| 2009 | 20             | 8              | 3              | 5              | Park Kyung-Mi, Hong Jun Pyo                                  |
| 2010 | не участвовали | не участвовали | не участвовали | не участвовали | не участвовали                                               |
| 2011 | 23             | 7              | 1              | 6              | Park Kyung-Mi, Hong Jun Pyo                                  |
| 2012 | 19             | 8              | 3              | 5              | Park Kyung-Mi, Пэк Чон Чхоль                                 |
| 2013 | 24             | 8              | 1              | 7              | Synn Hyon-Ho, Ahn Jae-Sung, Lee Byung-Gu (тренер)            |
| 2014 | 15             | 8              | 5              | 3              | Lee Hye In, Пэк Чон Чхоль, Mun Sung-kwan (тренер)            |
| 2015 | 11             | 9              | 5              | 4              | Lee Hye In, Пэк Чон Чхоль, Kim Hong Kuen (тренер)            |
| 2016 | 13             | 8              | 4              | 4              | Чан Хе Джи, Ли Ки Джон, Jang Banseok (тренер)                |
| 2017 | 6              | 11             | 9              | 2              | Чан Хе Джи, Ли Ки Джон, Jang Banseok (тренер)                |
| 2018 | 4              | 11             | 9              | 2              | Чан Хе Джи, Ли Ки Джон, Jang Banseok (тренер)                |
| 2019 | 24             | 7              | 5              | 2              | Jang Hyeri, Choi Chiwon, Lee Hyein (тренер)                  |
| 2021 | 17             | 10             | 3              | 7              | Ким Джи Юн, Мун Си У, тренеры: Ян Се Ён, Hanna Gim           |
| 2022 | 15             | 10             | 4              | 6              | Ким Мин Джи, Ли Ги Джон, Ли Сын Джун (тренер)                |
| 2023 | 16             | 10             | 3              | 7              | Ким Джи Юн, Чон Бён Джин, Yang Jaebong (тренер)              |
| 2024 | 7              | 9              | 5              | 4              | Ким Джи Юн, Чон Бён Джин, тренеры: Ян Джэ Бон, Howard Rajala |
| 2025 | 12             | 9              | 4              | 5              | Ким Гён Э, Сон Джи Хун, Лим Мён Соп (тренер)                 |

(данные отсюда:)

### Квалификационные турниры кчемпионатам мира
| Год       | Место | Игры | Победы | Поражения | Состав (женщина, мужчина, тренер)                           |
| --------- | ----- | ---- | ------ | --------- | ----------------------------------------------------------- |
| 2019/2020 | 3     | 9    | 7      | 2         | Jang Hyeji, Сон Ю Джин, тренеры: Ahn Jaesung, Питер Галлант |

### Азиатские игры
| Год  | Место | Игры | Победы | Поражения | Состав (женщина, мужчина, тренер)            |
| ---- | ----- | ---- | ------ | --------- | -------------------------------------------- |
| 2025 | 2     | 8    | 5      | 3         | Ким Гён Э, Сон Джи Хун, Лим Мён Соп (тренер) |